# 마르셀루 멜루

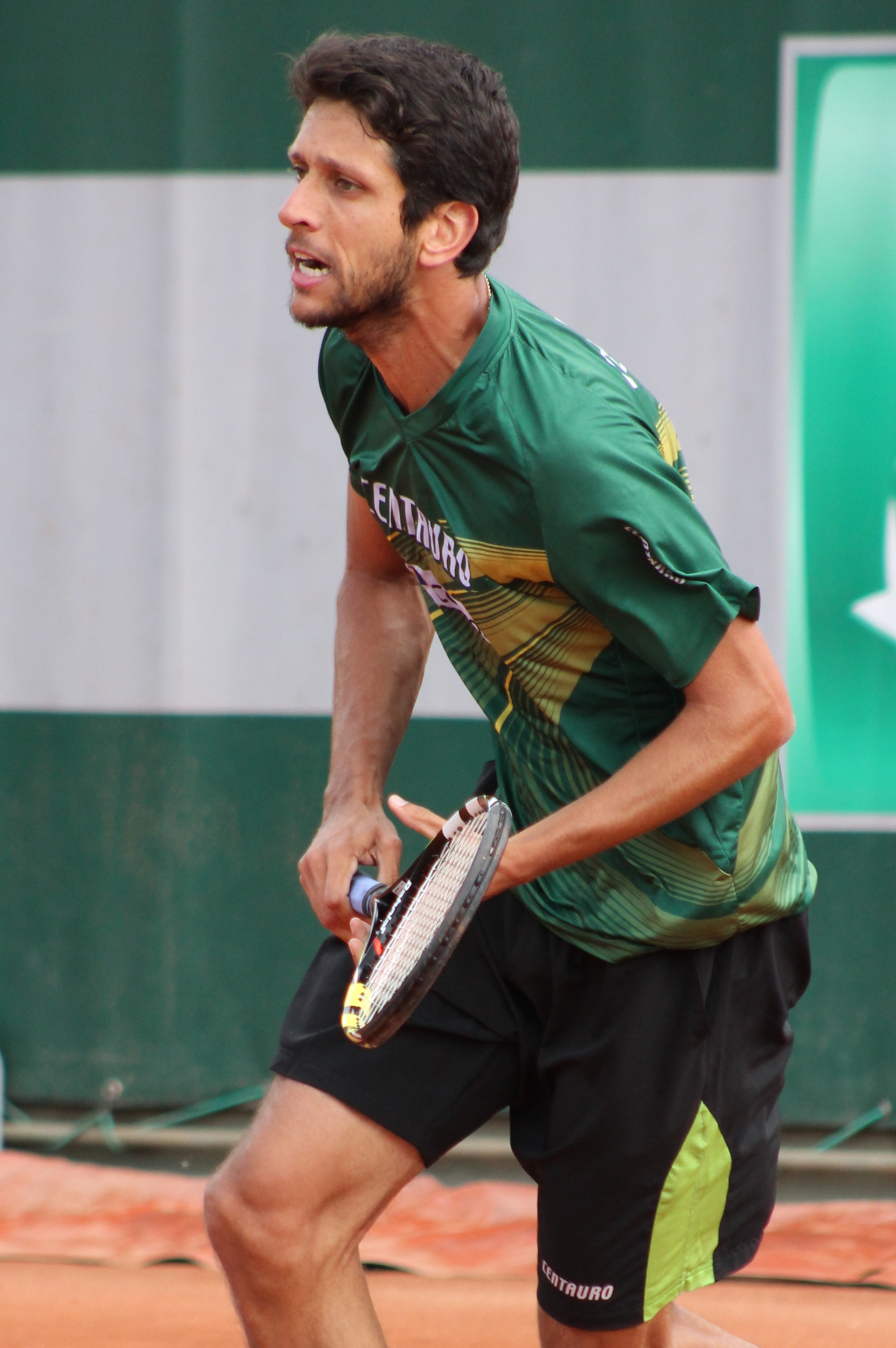
마르셀루 멜루(2015년 5월)

마르셀루 피네이루 다비 지멜루(브라질 포르투갈어: Marcelo Pinheiro Davi de Melo, 1983년 9월 23일~)는 브라질의 테니스 선수이다. 2015년 이반 도디그와 팀업하여 프랑스 오픈에서 우승한 최초의 브라질 선수가 되었다.